# Лінарес-де-Мора
Лінарес-де-Мора (ісп. Linares de Mora) — муніципалітет в Іспанії, у складі автономної спільноти Арагон, у провінції Теруель. Населення — 313 осіб (2010).
Муніципалітет розташований на відстані близько 270 км на схід від Мадрида, 45 км на схід від міста Теруель.
На території муніципалітету розташовані такі населені пункти: (дані про населення за 2010 рік)
- Кастельвіспаль: 7 осіб
- Лінарес-де-Мора: 306 осіб

## Демографія
Динаміка населення (INE ):

## Галерея зображень

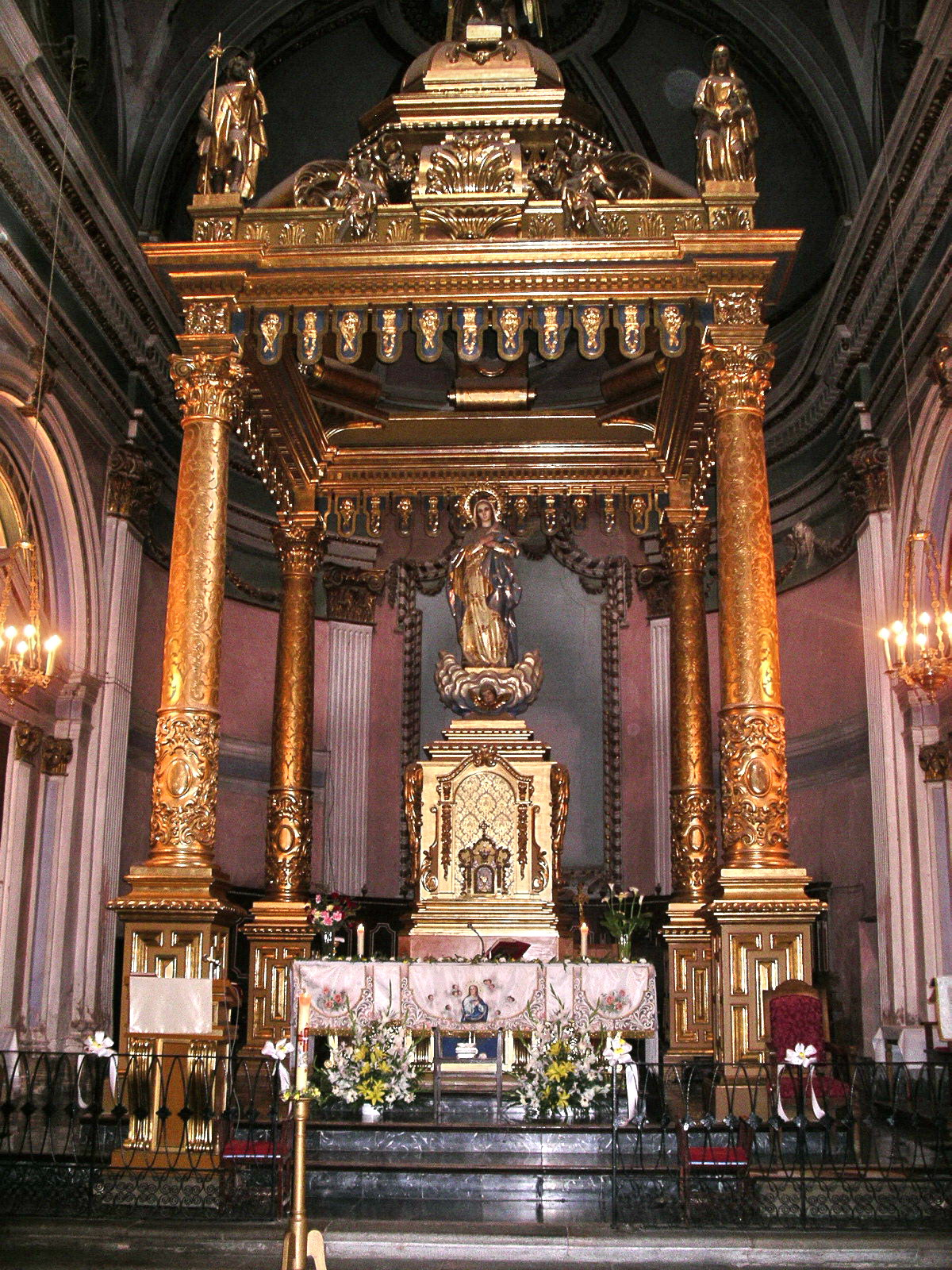
Інтер'єр церкви Ла-Інмакулада